# Осада Орлеана
Оса́да Орлеа́на англичанами (1428) и его последующее освобождение французскими войсками, в рядах которых находилась Жанна д’Арк (1429), ознаменовали собой переломный этап в Столетней войне. Освобождение Орлеана стало первым серьёзным успехом французских войск со времени поражения при Азенкуре в 1415 году. Осада англичанами Орлеана, имевшего важное стратегическое и моральное значение для сторонников дофина Карла, считавших его законным королём Франции, была снята вскоре после появления там крестьянки Жанны д’Арк, возглавившей французские войска, которые сняли осаду с города в течение короткого времени. Современники считали, что с падением Орлеана и коронацией Генриха VI, сына английского короля Генриха V, было бы покончено с независимостью Франции как государства.

## Предыстория
Конфликт между английским и французским королевскими домами, получивший в историографии название «Столетняя война», после тяжёлого поражения французских войск в 1415 году в битве при Азенкуре, стремительно развивался в пользу англичан. Вскоре после этой битвы англичане оккупировали большую часть Северной Франции, а по условиям мирного договора в Труа в 1420 году английский король Генрих V провозглашался регентом французского престола. Согласно договору, Генрих V женился на дочери французского короля Карла VI и после его смерти становился королём Франции. Дофин Карл, сын Карла VI, был лишён прав на французский трон.
Тем не менее сопротивление французов сломить не удавалось, надежды, связанные с победами под Краваном, Вернейлем и Азенкуром, не оправдывались, на захваченных территориях английская власть была непрочной. Были введены новые налоги (на продажи, на очаг, дорожный), увеличился налог на алкоголь. Несмотря на все меры, предпринимаемые английской администрацией, не удавалось прекратить грабежи и разбой наёмников и дезертиров. В связи с этим недовольство населения земель, занятых англичанами, только увеличилось. Неспокойно было и в самом Париже, что вскоре доказал открытый в городе заговор в пользу короля Карла. Окончательно чашу терпения англичан переполнило поражение под Монтаржи в 1427 году. Для скорейшего окончания войны регент, герцог Бедфорд, планировал занять ещё не оккупированные части Мена и Анжу. Английский парламент (выделявший деньги на ведение боевых действий во Франции весьма скудно) согласился с этим и в начале 1428 года утвердил новые налоги, настояв, однако, чтобы вместо потерпевшего поражение под Монтаржи графа Уорика командование принял прославившийся своими победами во Франции Томас Солсбери.

### Орлеан в Столетней войне
Город Орлеан находится в 120 км к юго-западу от Парижа. Он был основан на месте кельтского поселения Ценабум (или Генабум), в XIV веке в черту города вошло поселение Авенум. Орлеан был исконной частью королевского домена, а позднее стал столицей герцогства Орлеане, в 1345 году переданного Филиппом VI в апанаж своему сыну Филиппу. По смерти последнего в 1375 году город до 1392 года был частью королевского домена, а затем снова был отделён в качестве апанажа для брата короля Карла VI, Людовика, принявшего титул герцога Орлеанского. Однако жители города сумели настоять на том, чтобы городу была дана хартия вольностей, согласно которой им позволялось избирать для решения внутригородских дел 12 поверенных.
Брат короля сумел склонить горожан («жители города признали его») на свою сторону, пригласив поверенных в 1393 году на крестины своего новорождённого сына. Они приняли приглашение, и захватив с собой, как сообщает расходная книга Орлеана, «нескольких гусей, а также спаржу, связанную в пучки», посетили герцога. Таким образом Орлеан окончательно признал над собой власть нового сюзерена. После убийства Людовика 23 ноября 1407 года город перешёл к его сыну Карлу. В 1415 году тот принял участие в битве при Азенкуре и попал в английский плен.
В период Столетней войны тревожное время для города наступило в 1358 году, когда после проигранной королём Иоанном Добрым битвы при Пуатье вокруг города стали появляться разъезды английской конницы. Руководил военными действиями в этой части Франции английский военачальник Роберт Ноулз. В 1359 году Орлеану угрожала армия Чёрного принца. Застать гарнизон врасплох англичанам не удалось: готовясь к обороне, французы успели разрушить предместья, уничтожив среди прочего церкви Сен-Эверт, Сен-Эньян и Сен-Пьер-Энсантеле. Таким образом англичане лишились возможности расположиться здесь для осады. Их войско прошло мимо, и город был спасён.
В дальнейшем попыткам англичан захватить город долгое время успешно противодействовал герцог Карл Орлеанский, сумевший благодаря свойственной ему изворотливости и дипломатичности даже в плену обзавестись множеством влиятельных знакомств. При необходимости использовался также подкуп: орлеанцы постоянно снабжали своего сюзерена деньгами, и деньги эти шли на «подарки» английским вельможам с единственной целью — склонить их к соблюдению одного из законов рыцарства, по которому нельзя было нападать на земли, оставшиеся без сюзерена. Известно, что даже в последний момент перед началом осады Карл сумел встретиться с графом Солсбери и взять с него обещание не нападать на город, предложив за невмешательство огромную по тем временам сумму — 6 тыс. золотых экю.

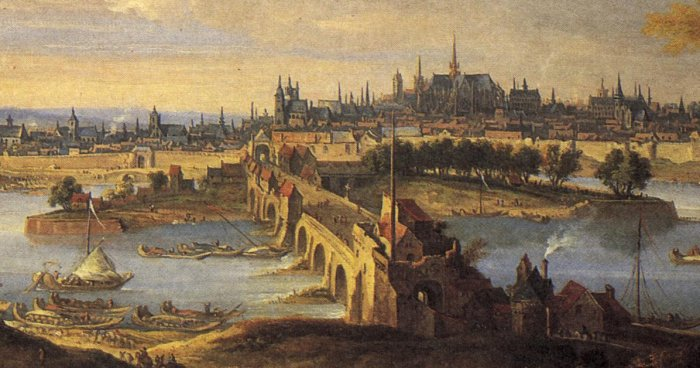
Мартен де Батай. Деталь картины «Вид на город со стороны крепостного моста», 1690. На переднем плане видны разрушенные башни Турели

Орлеан был последним оплотом королевской власти в Северной Франции, контролируемой англичанами и их союзниками бургундцами. Город, располагавшийся на важной водной артерии страны, реке Луаре, был последним препятствием для англичан к полному покорению земель Северной Франции и продвижению в сердце французских территорий, поскольку от Орлеана открывался прямой путь к Буржу, столице Карла VII, и Пуатье — ещё одному, последнему опорному пункту французского сопротивления. Далее к югу у французов уже не было сильных крепостей, и в случае победы англичан под Орлеаном в подчинении у короля Карла оставалась бы единственная провинция — Дофине. В этих условиях положение Карла стало бы безнадёжным.
Герцоги Орлеанские возглавляли французский аристократический дом Арманьяков, отказывавшихся признавать мирный договор 1420 года и считавших законным королём Франции дофина Карла VII. Это дополнительно озлобляло англичан, делая осаду более ожесточённой.

### Система оборонительных сооружений
С 1380 года, после экспедиции герцога Бекингемского, началась активная подготовка города к будущей осаде. Счётные книги Орлеана за этот период свидетельствуют о расходах на укрепление городских стен и башен, частоколов и дамб, ремонт крепостного моста, изготовление пороха, закупку свинца, стрел для арбалетов, установку пушек и бомбард. Не забыли также о хлебных запасах для гарнизона и жителей города. Для хранения стрел и пороха было выделено помещение над залом поверенных. На башнях велась караульная служба, причём членов местного университета к участию в ней и уплате городских налогов на оборону пришлось принуждать специальным королевским указом.
Орлеан в начале XV века был мощной крепостью, построенной в виде неправильного четырёхугольника по той же схеме, что и большинство крепостей римского времени. Площадь поселения составляла, по разным подсчётам, от 25 до 37 га. Город окружала стена общей длиной в 2590 м, в которой были пробиты пять ворот:
1. Бургундские ворота, через которые шла дорога на Жьен.
2. Ворота Паризи рядом с монастырской больницей (с этими воротами во время осады будет связана попытка предательства). Во время осады были закрыты для всадников, единственный проход для идущих пешком тщательно охранялся.
3. Ворота Банье вели на парижскую дорогу.
4. Ворота Ренар (в «Дневнике…» именуются «воротами Реньяр») — на дороге в Блуа.
5. Ворота Святой Екатерины выводили на крепостной мост.

Все ворота были защищены спускающимися решётками.
Орлеанские стены были увенчаны 37 башнями, высота которых достигала 6—10 м, Новая Башня, отделённая от собственно цитадели дополнительным рвом, поднималась на 28 метров. Схема орлеанских укреплений (нумерация с юго-востока на северо-запад) выглядит следующим образом:
| Фортификационные сооружения Орлеана       | |       | |
| Схема фортификационных сооружений Орлеана | |       | |
| Номер                                     | Название | Номер | Название |
| 1                                         | Тур-Нев (Новая Башня) (на углу между набережной и улицей Тур-Нев. Основание башни уходило в реку)                                             | 2     | Башня Авалон |
| 3                                         | Башня Сен-Фло (на другой стороне улицы Тур-Нев)                                                                                               | 4     | Башни с обеих сторон Бургундских ворот (дополнительные укрепления — подъёмный мост и бульвар. Находились на перекрёстке улиц Бургундской, Тур-Нев и Бурдон-Блан)  |
| 5                                         | Башня Сен-Этьен | 6     | Башня мессира Буда |
| 7                                         | Башня Шан-Эгрон | 8     | Епископская или Сокольничья башня (крайний северо-восточный угол стены, на пересечении улиц Епископской и Бурдон-Блан)                                            |
| 9                                         | Башня Епископского-Суда | 10    | Башня Церкви Сен-Круа |
| 11                                        | Башня Сале (на противоположной стороне Епископской улицы)                                                                                     | 12    | Две башни над воротами Паризи (с наружной стороны защищались бульваром. Находились на перекрёстке Епископской улицы и примыкавшим к ней площадям Сен-Круа и Этап) |
| 13                                        | Башня Жана Тибо | 14    | Башня Але Сен-Месмена |
| 15                                        | Башня Верже-Сен-Самсон | 16    | Башня Сен-Самсон (на севере на перекрёстке совр. улиц Жанны д’Арк и Лицейской)                                                                                    |
| 17                                        | Башня Ом (на площади Мартруа) | 18    | Две башни над воротами Банье (северо-западный угол стены. Дополнительно защищались внешним бульваром)                                                             |
| 19                                        | Башня Мишо Канто (угол улиц Карн, Аллебард и Гренье-а-Сель)                                                                                   | 20    | Две башни над воротами Ренар (дополнительно защищались внешним бульваром. Располагались на улице Корса)                                                           |
| 21                                        | Башня Эшиффр-Сен-Поль (на Английской улице)                                                                                                   | 22    | Башня Андре (на улице Рекувранс) |
| 23                                        | Башня Барб-Фламбер (юго-западный угол стены, основание башни уходило в воду реки, располагалась на углу улицы Рекувранс и набережной Сипьерр) | 24    | Башня Нотр-Дам (как полагают, стрелявший с неё пушкарь убил главнокомандующего английским войском — Томаса Солсбери)                                              |
| 25                                        | Водопойная башня (выходила непосредственно на берег Луары. Расположена на набережной Сипьерр)                                                 | 26    | Две мостовые башни над воротами Св. Екатерины (угол набережной Шатле и улицы Трактирной)                                                                          |
| 27                                        | Большая Башня Шатле (на реке) | 28    | Башня мэтра Пьера ле Ке (на реке) |
| 29                                        | Башня Крош-Мефруа (на реке) | 30    | Потерна Шено (рядом с ней во время осады располагалась городская артиллерия)                                                                                      |
| 31                                        | Башня Обер (у набережной Шатле) | 32    | Квадратная или Разломанная Башня (в реальности — восьмигранная. У набережной Шатле)                                                                               |
| 33                                        | Башня Таннер (у набережной Шатле) |       | |

Карл VI в 1401 году также приказал начать переоборудование башен и стен города с учётом будущего расположения на них артиллерийских орудий. Переоборудование укреплений продолжалось вплоть до 1416 года; в 1412 году все ворота были дополнительно оснащены спускающимися стальными решётками, тогда же были построены земляные укрепления (бульвары) высотой около 3,3 м, обшитые деревом. В 1416 году были закуплены 18 бомбард (из них 6 крупнокалиберных). В 1419 году артиллерия была размещена на всех основных башнях, и на мосту, над воротами Паризи, была установлена баллиста. Для дополнительной защиты ополченцев, нёсших службу на стенах, между зубцами было установлено 130 деревянных щитов.
Через Луару вёл 400-метровый мост из 19 пролётов разной длины, первый пролёт мог подниматься на цепях. Пятый пролёт опирался своим основанием на сдвоенный островок, часть которого, располагавшаяся выше по течению Луары, называлась островом Св. Антуана, а располагавшаяся ниже — островом Рыбацким. На острове располагалась бастида, одна из башенок которой примыкала почти вплотную к часовне на острове Св. Антуана, другая — к зданию лепрозория на Рыбацком острове.
Между одиннадцатым и двенадцатым пролётами находился бронзовый крест, называемый Бель-Круа. Здесь были возведены укрепления. На восемнадцатом пролёте моста располагалась Турель (чаще в хрониках того времени фигурировали наименования «Турели» или «Турнели») — крепость, состоявшая из двух больших — круглой и прямоугольной, а также двух малых башен, соединённых между собой арочным сводом, основание Турели частично уходило в воду. С обеих сторон крепость защищали бульвары — система внешних фортов, которая должна была препятствовать размещению артиллерии противника на расстоянии выстрела от городской цитадели.
Девятнадцатый (последний) пролёт моста мог также подниматься с помощью цепей. Ворота и барбакан, ведшие на мост со внешней его части, назывались Порторо.
Не довольствуясь лишь военными приготовлениями, орлеанцы 6 августа 1428 года совершили молебен святым покровителям города — Св. Эверту и Св. Эньяну, во время которого был совершён крестный ход вокруг городских стен, та же процедура повторилась 6 октября.

### Тактика обороны
Чтобы лишить англичан возможности расположиться вокруг города и добыть материал для строительства осадных машин и укреплений, орлеанцы разорили предместья, что действительно принесло пользу: «Дневник орлеанской осады» зафиксировал, что холодной зимой 1428—1429 годов английские солдаты вынуждены были пустить на дрова жерди с виноградников, добытые в соседних деревнях.
Тактика обороны состояла в том, чтобы постоянно тревожить противника обстрелом с городских стен — тот же «Дневник…» рассказывает об этом достаточно подробно. В частности, среди пушкарей отличился «мэтр Жан со своей кулевриной», метким огнём не раз вносивший сумятицу в ряды противника и сумевший обрушить на головы англичанам часть кровли и стены турельской крепости.
Для стрельбы с городских стен Орлеан располагал как «старыми машинами», приводившимися в действие с помощью мускульной силы, так и новой для того времени артиллерийской мощью. Из скупых замечаний в хрониках того времени известно, что в городе имелись как минимум три куйяра (точное число их остаётся неизвестным). Один стоял на башне Эшиффр-Сен-Поль, другой — на одной из башен у ворот Реньяр, и, наконец, третий — на башне Шатле. Куйяры могли бросать 10 камней весом до 80 кг в час на расстояние около 180 м, причём на перезарядку требовалось 8 человек прислуги. Имелись, по-видимому, и более тяжёлые и неповоротливые требушеты, бросавшие в час по камню весом в 140 кг на расстояние 220 м. Для перезарядки требушета, по расчётам Рено Бефейетта, требовалось около 60 человек прислуги. 
Наибольшей мощью обладала городская артиллерия, причём во всё время осады пополнение артиллерийского парка производилось безостановочно. Подсчитано, что в начале осады в городе имелось 75 орудий всех калибров, к концу осады их число возросло до 105. 
Так, по приказу Орлеанского бастарда во время осады местный колокольный мастер Ноден Бушар изготовил гигантскую бомбарду, прозванную «Длинной», бросавшую 100-килограммовые каменные ядра на расстояние 700 туазов (около 1400 м). Ещё одну гигантскую бомбарду «Пёс» весом в 463 ливра (около 230 кг) отлил мастер Жан Дуизи. Возле потерны Шено были установлены бомбарды «Пастушка», «Монтаржи» и «Жиффар», постоянно обстреливавшие Турель. И, наконец, бомбарда-гигант, использовавшаяся при взятии той же Турели, весила примерно 1200 ливров (ок. 600 кг): для её перемещения требовалась упряжка из 22 лошадей.
Бомбарды группировались, в основном, у южной стены и били через мост по Турели и английским фортам, в то время как малые пушки перемещались с помощью конных упряжек и использовались во время вылазок.
На службе в гарнизоне Орлеана состояли 12 «главных канониров», получавшие плату из городской казны, под началом у которых находилась многочисленная прислуга из пушкарей и стрелков низшего ранга. Например, прославленный кулевринер Жан де Монтклерк (или Жан Лотарингец) командовал отрядом из 15 солдат и 30 стрелков.
Для защиты от сапёрных работ 21 февраля 1429 года в нескольких местах возле стен были врыты в землю медные тазы, заполненные до краёв водой. По колебанию уровня воды можно было судить, не ведёт ли противник подкоп с целью заложить под стену пороховую мину. Однако предосторожности оказались напрасны, так как после первых подкопов при штурме Турели и окружающих фортов англичане больше не возвращались к этой тактике.
Постоянные вылазки и схватки должны были измотать англичан и принудить их к отступлению. «Дневник…» сохранил немало подробностей об этих почти ежедневных локальных стычках, вплоть до того, что однажды в качестве добычи наступавшим французам достались «две серебряные чаши, платье, подбитое мехом куницы, множество боевых топоров, гизарм, колчанов со стрелами и иное военное снаряжение», в другой раз, сумев захватить направлявшуюся к английским позициям баржу, французы обнаружили на ней 9 бочек вина, свиную тушу и дичь, причём и то и другое было немедленно употреблено по назначению.
По обычаям тех дней осаждённые и осаждающие время от времени обменивались подарками: так, в хрониках осталась запись о блюде, «полном фиг, винограда и фиников», отправленном Уильямом де ла Поль в город, в обмен на которое Орлеанский бастард прислал отрез чёрного велюра.
Дважды постоянные стычки прерывались рыцарскими турнирами, за которыми с равным интересом наблюдали обе стороны. В первом случае из двух сшибок в первой одержал победу француз, другая же закончилась вничью, во втором англичане уже не решились выйти из своих укреплений.
На рождественские праздники по просьбе англичан военные действия были прекращены, и вышедший из крепости оркестр, к которому присоединились и английские музыканты, играл весь день к равному удовольствию обеих сторон.

### Снабжение продовольствием
- Шотландцам названного города: 3 1/2 бочонка вина 3 1/2 мюидов пшеницы, на 560 человек.
- Монсеньору де Гравиллю: 1 1/2 бочонка вина и 1 1/2 мюида пшеницы, на 240 человек.
- Мадру: 1 траверсен вина и 1/2 мюида пшеницы, на 160 человек.
- Дени де Шайи: 1 1/2 бочонка вина и 1 1/2 мюида пшеницы, на 180 человек.
- Тибо де Терму: 1 траверсен вина и 5 мин пшеницы, на 80 человек.
- Монсеньору де Гутри: 1 траверсен вина и 8 мин пшеницы, на 80 человек.
- Монсеньору де Коаразу: 1 траверсен вина и 5 мин пшеницы, на 80 человек.
- Мессиру Тиоду: 1 1/2 бочонка вина и 1 1/2 мюида пшеницы, на 260 человек.
- Мессиру Сернэ: 1 траверсен вина и 6 мин пшеницы, на 240 человек.
- Потону де Сентрайлю: 1 бочонок вина и 10 мин пшеницы, на 160 человек.
- Солдатам Сен-Севера: 2 бочонка вина и 2 мюида пшеницы, на 320 человек.
- Монсеньору де Виллару: 1 1/2 бочонка вина и 1 1/2 мюида пшеницы, на 240 человек.

Ещё до начала осады город, как свидетельствуют расчётные книги, закупил хлеб и вино. С начала и до конца осады город в большой мере зависел от снабжения извне. «Дневник осады Орлеана» многократно упоминает о доставках рогатого скота, «больших жирных свиней», прибытии «лошадей, гружёных солёной рыбой», и т. д. через единственные оставшиеся открытыми Бургундские ворота. Несмотря на все усилия, англичанам не удалось окончательно прервать связь города со внешним миром, при этом часть обозов, поставляемых купцами, была перехвачена и «отправлена в английский лагерь».
В городе обычная торговля продуктами не прерывалась. Несмотря на то, что хроники того времени содержат намёки на «нужду», наступавшую между прибытием обозов, угрозы голода Орлеан не испытывал. «Дневник парижского горожанина» содержит сведения, будто «в Орлеане нужда была такая, что если кому удавалось найти на обед хлеб за три блана, тот почитал себя счастливчиком» — то есть цена хлеба увеличилась против обычного в 30 раз, при том, что современные исследователи отказывают этому документу в достоверности.
Для солдат наёмных отрядов, вероятно, практиковалась централизованная раздача — сохранились счета за 25 марта 1429 года, составленные городским нотариусом Жаном Ле Кайи; капитан получал оговорённое число мер хлеба и вина. (См. врезку)

## Состав и численность войск
Численность как французского, так и английского войска оценивается исследователями по-разному. Режин Перну, используя расчёты Буше де Моландона, считает, что к завершению осады в английской армии было около семи тысяч человек, в это число входят солдаты из гарнизонов, оставленных в городах по Луаре. Фердинанд Лот насчитывает около трёх с половиной тысяч англичан. По мнению Лота, гарнизон Орлеана составлял семьсот человек, по другим оценкам (Ж. Кордье) — две тысячи, Р. Перну — двести человек на момент начала осады. Городское ополчение — три тысячи бойцов. В конце апреля к армии защитников присоединился отряд численностью 650 человек. С Жанной в город 29 апреля вошли ещё три тысячи.

### Английская армия

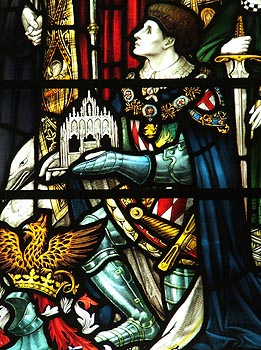
Томас Монтегю, 4-й граф Солсбери, главнокомандующий английской армией в начале осады. Изображение на витраже

Английские войска ко времени начала осады в значительной мере состояли из французов и иностранных наёмников, однако ядром войска по-прежнему оставались собственно английские части. Вся армия была укомплектована полностью на добровольческой основе. В противовес французской армии, в английских войсках высший командный состав был представлен, главным образом, людьми незнатного происхождения. Только граф Солсбери и герцог Саффолк были выходцами из высших аристократических кругов. Многие командиры среднего звена были сквайрами или лицами более низкого происхождения. Армия была укомплектована солдатами на эффективной, но несколько устаревшей контрактной основе, согласно которой командиры при заключении контракта получали точные указания о численности и составе своих отрядов, размерах жалования и сроках службы солдат. Английская армия главным образом состояла из отрядов стрелков и латников.
В английской армии по сравнению с прошлыми годами выросло количество стрелковых частей, укомплектованных, главными образом, лучниками и незначительным числом арбалетчиков. Многие лучники имели лошадей и передвигались верхом, но всегда спешивались для боя. Как и во французской армии, элитой английской были отряды тяжеловооружённых всадников, зачастую сражавшиеся в пешем строю. Количественное соотношение лучников и латников определялось в пропорции 3:1 в пользу стрелков. Рыцарь традиционно получал большее жалование, чем латник менее благородного происхождения, хотя количество рыцарей в войске заметно сократилось по сравнению с прошлыми годами. Воины состояли либо в личных свитах крупных феодалов, либо в составе военных кампаний под командованием капитанов (воины этих кампаний получали регулярную плату за службу, этот срок во Франции обычно составлял 6 месяцев) либо в гарнизонах городов. В особо опасных ситуациях объявлялся временный набор в войско солдат-ветеранов или провозглашался сбор так называемого арьербана — всеобщего набора в войско, существовавшего ещё со времён раннесредневековой Франции. В этом войске большой процент составляли нормандцы и французы.
Согласно договору, подписанному Солсбери 24 марта 1428 года в Вестминстере, ему полагалось набрать для своего собственного отряда 6 рыцарей-баннеретов, 34 рыцаря, 559 латников и 1800 лучников с правом замены до 200 латников на лучников в соотношении 1 к 3, при условии, что при этом не будет увеличиваться расход казны.
Как показывают сохранившиеся документы, в войске Солсбери, прибывшем в Париж в конце июня 1428 года, были 1 баннерет, 8 рыцарей, 440 латников и 2250 лучников, всего 2700 человек.
В июне к армии Солсбери, как следует из писем короля, присоединились 400 копейщиков и 1200 лучников, половину из которых составляли собственно англичане, получавшие жалование из денег, ассигнованных Нормандией в форме «помощи» английскому королю, вторую половину — нормандцы, вынужденные подчиниться феодальному праву, обязывавшему вассала выставлять определённое количество вооружённых людей для службы, ограничивавшейся сроком, диктуемым обычным правом (т. н. chevauchée). Капитанами в нормандских отрядах выступали Ги ле Бутелье, Амон Белькнап, Жан Бург, Жан Бартон, Тома Жиффар и Жан де Сен-Йон. В составе английской части этого отряда находился Томас Рэмптон, имевший под своим началом 21 латника и 62 лучников. В феврале часть этого отряда командирована в Корбей для сопровождения регента (13 латников и 31 лучник), позднее эта часть отряда занималась доставкой продовольствия, командовал ей Джон Форда, а позднее — Уильям Лик. Также в составе «нормандского» отряда находился Ланселот де Лиль, рыцарь, имевший под своим началом 40 латников и 120 лучников. И, наконец, в этот же отряд включались воины Уильяма Гласдейла и Уильяма Молена, во время осады составлявшие гарнизон Турели.
Ричард Уоллер, прибывший к Орлеану в ноябре, привёл с собой 25 латников и 80 стрелков. И, наконец, отряды Фастольфа, Саффолка и Тальбота включали в себя 400 латников — ядро английской армии.
Роланд Стэндиш, рыцарь, присоединившийся к английской армии в ноябре того же года, как показывает его личный договор с английской короной, привёл с собой рыцаря, 29 копейщиков и 30 стрелков.
Англичане располагали также сильной артиллерией, уступавшей, правда, по численности и размерам орудий французской. Хроники того времени говорят о меткой стрельбе английских пушкарей, из-за чего районы города, непосредственно прилегавшие к стенам, подверглись значительным разрушениям, в частности, специально упоминается об огромной пушке, прозванной «Воздушный мост», находившейся в Портеро «возле дамбы Сен-Жан-ле-Блан и давильни, что в Фавьере и Портерио» неподалёку от Новой башни, которая могла стрелять каменными ядрами весом около 57 кг и доставляла особенно много хлопот защитникам города.
Командиром английской артиллерии был Джон Паркер де Честант, его заместителем — Филибер де Молен (или де Молан), имевший под своим началом отряд из 18 солдат и 54 стрелков (как полагается, под этими именами в документах того времени полагается орудийная прислуга низших рангов).
Уильям Эпплби, эсквайр, отвечал за поставку пороха и ядер, в его распоряжении находились солдат и 17 конных стрелков.
Кроме того, на армейском довольстве состояли 10 сапёров и 70—80 рабочих: плотников, каменщиков, изготовителей луков и стрел, жалование которых приравнивалось к жалованию лучников. Как следует из расписки, выданной английским казначейством в январе 1430 года, начальство над отрядом сапёров принадлежало Уильяму Гласдейлу («Гласидасу»), он же нёс ответственность за ведение караульной службы.
Кроме того, в качестве военной прислуги при армии находились около 780 пажей и несколько герольдов.
Специалисты сильно расходятся между собой в оценке численности армии Солсбери. Называемые ими цифры колеблются от 2500—4000 воинов до 6 тыс. собственно англичан и 4 тыс. союзников.
Воины-латники были облачены в полный доспех. Под доспехом обычно носилась кольчуга, под которую надевали акетон для смягчения ударов холодным оружием. Голову латника защищал шлем-бацинет или капеллина. Руки и ноги воина также были защищены металлическими пластинами. В бою всадник-латник использовал длинное деревянное копьё, меч или другое оружие.
Защитное вооружение воина составляли плотный пурпуэн, бацинет, в качестве личного оружия использовались также гвизармы, боевые молоты и топоры. Стрелки отдавали предпочтение длинным лукам ввиду того, что по скорострельности этот тип оружия намного опережал арбалет. Тем не менее, арбалеты также состояли на вооружении английских воинов.

### Французская армия
С момента поражения при Азенкуре французская армия находилась в плачевном состоянии. В течение осады остро стоял вопрос о выплате жалования солдатам, которое зачастую заменялось натуральной платой. В результате многочисленных поражений и бедствий единственными боеспособными подразделениями остались лишь гарнизоны крупных городов, лояльных дому Арманьяков, городские ополчения и отряды иностранных наёмников. В составе французских войск сражалось множество наёмников и иностранцев, в частности, ломбардских и шотландских воинов.
Французское правительство к тому времени отказалось от контрактной системы комплектования войска, сходной с той, которая существовала в Англии. Вместо этого основой армии были отряды полусамостоятельных командиров, которые неохотно подчинялись приказам верховного командования. Со времени поражения при Азенкуре процент людей благородного происхождения среди командиров высшего и среднего звена резко снизился.
Главным родом войск были отряды тяжеловооружённых воинов, в основном всадников. Личным оружием служили, прежде всего, гвизармы, постоянно упоминающиеся в хрониках того времени, а также мечи, боевые молоты и топоры. Для стрельбы со стен использовались и пращи. Пехота состояла из простых ополченцев и профессиональных стрелков (лучников и арбалетчиков), причём арбалетам отдавалось явное предпочтение: сохранились счета на 700 стрел для луков против 8755 стрел для арбалетов с «пергаментным оперением».
Расход стрел был огромен: так, 7 мая 1429 года Орлеанский бастард заплатил 500 турских ливров за 14 000 стрел для арбалетов, «снабжённых наконечниками и оперением». Горожане-ополченцы были вооружены, в основном, древковым оружием.
Плата наёмникам составляла 4 ливра в месяц для латника и 8—9 — для стрелка.

### Гарнизон Орлеана

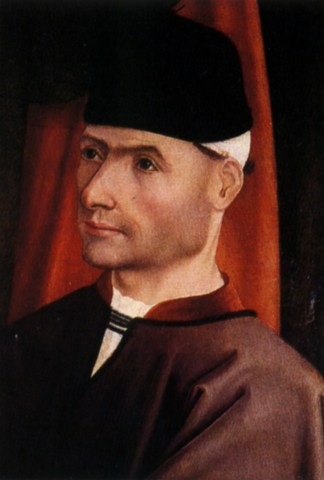
Жан, Орлеанский бастард, глава городской обороны

В середине лета 1428 года король Карл VII назначил своим наместником во всех землях, подчинённых Карлу Орлеанскому, Жана, Орлеанского бастарда, незамедлительно принявшего на себя руководство по дальнейшему укреплению обороны и подготовке города к будущей осаде.
Город Орлеан в то время весьма ревностно относился к одной из своих привилегий — освобождению от солдатского постоя, но, когда неизбежность осады стала ясна, городские власти решили нанять на собственные средства дополнительные отряды наёмников, готовых защищать дело французского короля.
Герольды были направлены в разные стороны, причём на призыв орлеанцев откликнулись Аршамбо де Вильяр, капитан города Монтаржи, зарекомендовавший себя в 1427 году как умелый и деятельный руководитель; Гийом де Шомон, сеньор де Витри; босец Пьер де ла Шапель; беарнец Гийом-Арно де Коарраз, арагонский рыцарь дон Матиас, Жан Потон де Сентрайль — чьи отряды составили ядро городского гарнизона. В их обязанности входило постоянно тревожить англичан вылазками, в то время как на городское ополчение возлагались задачи по защите, караульной службе, а также по ремонту разрушенных участков стен и зданий. Кроме того, под началом Рауля де Гокура, выполнявшего роль городского капитана и бальи, находилось около 5 тыс. человек (то есть около четверти всех жителей города), составлявших местное ополчение. Альфред Бёрн приводит следующие цифры: гарнизон города — около 2400 человек, милицейские подразделения, набранные из горожан — 3000 человек.
Кроме того, на помощь Орлеану выслали свои отряды соседние города: Блуа, Шатоден, Тур, Анжер, Монтаржи, Бурж, Вьерзон, Мулен, Ла-Рошель, Монпелье и Альби. Численность этих отрядов точно неизвестна, но, по современным оценкам, она составляла около 3000 человек — хорошо обученных, организованных и дисциплинированных — вместе с ними общая численность наёмников доходила до 5500 человек.
Ополчение формировалось по территориальному признаку: город делился на 8 кварталов, во главе каждого из них стоял «квартальный староста», непосредственно подчинявшийся городскому капитану. Старосты имели под своим началом по десять «десятников» (dizaniers), те же непосредственно командовали «старостами улиц» (chefs de rues). В обязанности последних входило по звуку набата собирать обязанных военной службой горожан, находившихся в их непосредственном подчинении. Как правило, это были ремесленники или торговцы.
На стенах собравшиеся ополченцы распределялись между шестью «начальниками стражи», по числу секторов, на которые делилась оборона. Постоянно несли караульную службу на стенах 1200 человек (по 200 на каждого «начальника стражи»), причём шестую часть из них следовало сменять каждый день.
Орлеанским женщинам и подросткам, не участвовавшим за редким исключением в военных действиях, вменялось в обязанность снабжать защитников крепости пищей, подносить им стрелы, камни и «всё необходимое для обороны».
Состав гарнизона постоянно менялся — через единственные оставшиеся открытыми Бургундские ворота отряды наёмников регулярно выезжали для того, чтобы атаковать противника или принять участие в военных действиях в других районах, и возвращались в город. Многочисленные свидетельства о подобных передвижениях сохранил «Дневник Орлеанской осады».
Для марта — мая 1429 года существуют достаточно скрупулёзные выкладки, выполненные королевским казначеем Эмоном РагьеЭмоном Рагье:
НА КОНЕЦ МАРТА 1429 Г.
| Имя капитана                                                                | Количество латников | Количество стрелков |
| --------------------------------------------------------------------------- | ------------------- | ------------------- |
| Орлеанский бастард                                                          | 49                  | 26                  |
| Жан де Бланшфор (заместитель маршала Франции)                               | 62                  | 42                  |
| Мессир де Гравиль (верховный начальник над арбалетчиками французских войск) | 61                  | 34                  |
| Дени де Шайи                                                                | 61                  | 34                  |
| Морис де Мо                                                                 | 27                  | 69                  |
| Гийом де Сарнэ                                                              | 11                  | 9                   |
| Гийом Мадр                                                                  | 22                  | 8                   |
| Сир де Коарраз                                                              | 17                  | 22                  |
| Бернар де Комменж                                                           | 24                  | 7                   |
| Теольд де Вальперг                                                          | 30                  | 39                  |
| Луи де Вокур                                                                | 5                   | 12                  |
| Потон де Сентрайль                                                          | 30                  | 28                  |
| Жиро де ла Пайер                                                            | 24                  | 8                   |
| Раймон, сеньор де Вийар                                                     | 52                  | 29                  |
| Гийом де Шомон                                                              | 17                  | 12                  |
| Тибо де Терм                                                                | 9                   | 6                   |
| Жак де Блуа                                                                 | 14                  | 7                   |
| Никола де Жирезм                                                            | 16                  | 7                   |

Всего на конец марта 1429 г. — 508 латников и 395 стрелков
НА 27 АПРЕЛЯ 1429 Г.
| Имя капитана                 | Количество латников | Количество стрелков |
| ---------------------------- | ------------------- | ------------------- |
| Жиль де Лаваль, сеньор де Рэ | 25                  | 11                  |
| Готье де Брюзак              | 70                  | 70                  |
| Аршад де ла Тур              | 26                  | 26                  |
| Жан Фуко                     | 22                  | 20                  |
| Амбруаз де Лоре              | 32                  | 33                  |
| Тюдуаль ле Буржуа            | 15                  | 11                  |
| Гастон де Лего               | 15                  | 15                  |
| Арно Жийо де Бурго           | 20                  | 20                  |
| Галарон де Голар             | 20                  | 20                  |
| Риго де Фонтэн               | 15                  | 15                  |
| Ален Жирон                   | 30                  | 30                  |
| Луи де Вокур                 | 10                  | 10                  |
| Бертран де Тужуз             | 20                  | 20                  |
| Жан Жирар                    | 20                  | 2                   |

Всего на 27 апреля 1429 г. — 340 латников и 303 стрелка.
АПРЕЛЬ — МАЙ 1429 Г.
| Имя капитана              | Количество латников | Количество стрелков |
| ------------------------- | ------------------- | ------------------- |
| Виконт д’Ангюс, шотландец | 60                  | 300                 |
| Флоранс д’Илье            | 80                  | 50                  |
| Этьен де Виньоль          | 80                  | 60                  |
| Бастард де ла Марш        | 30                  | 30                  |
| Мишель Норвиль, шотландец | 20                  | 25                  |
| Жан Кристон               | 8                   | 16                  |
| Шарло де ла Пьер          | 19                  | 10                  |
| Жан, сеньор де Бей        | 30                  | 40                  |
| Никола де Жирезм          | 12                  | 12                  |

Всего на апрель — май 1429 г. — 339 латников и 543 стрелка.
Всего за весну 1429 г. — 1187 латников и 1241 стрелок.

## Осада

### Прибытие английской армии
1 июля 1428 года английская армия графа Солсбери высадилась в Кале и прибыла в конце месяца в Париж. Мнения англичан, куда направить войска, разделились. Одни стояли за окончательное завоевание графства Мэн и Анжу, старинного владения Плантагенетов. Планировались осада и захват крепости Анжер (это следует из нескольких сохранившихся контрактов английских капитанов). Однако захват Анжера не повлиял бы на расстановку сил противников и не сломил бы сопротивление Карла VII. Сокрушительным ударом для последнего могла стать потеря Орлеана, контролирующего долину реки Луары и открытие, вместе с этим, пути на столицу дофина — Бурж. Солсбери был одним из тех, кто считал, что взятие Орлеана является для англичан первоочередной задачей. После нескольких недель совещаний сторонникам похода на Орлеан удалось убедить в этом и регента, герцога Бедфордского.
Проблема заключалась в том, что Орлеан входил во владения находившегося в английском плену герцога Карла Орлеанского, а захват владений пленника считался недостойным для рыцаря делом. Регент Франции герцог Бедфорд был против похода на Орлеан, однако вынужден был уступить остальным командирам. Уже после поражения в письме Генриху VI, он утверждал, что решение об осаде было принято «неведомо чьим советом». 17 июля 1427 года Орлеанский бастард и представлявший английского регента граф Саффолк, а также представитель Бургундии подписали в Лондоне договор, которым гарантировалась неприкосновенность герцогства. Однако Бедфорд не ратифицировал этот трёхсторонний договор. 
В качестве подготовки к кампании 1428 года принудительная финансовая «помощь» была взята с подчинённой англичанам Нормандии — так, с согласия местных Генеральных Штатов, английскому королю было ассигновано вначале 60 тыс. ливров, затем ещё 180 тыс. Дополнительная дань была наложена также на города Оссер, Санс, Труа, Мелён, причём одним из сборщиков выступил епископ Бовесский Пьер Кошон. К этим явно недостаточным для ведения войны средствам была присоединена военная десятина, взимавшаяся с духовенства, часть налогового сбора в самой Англии и доходы с королевских владений. И всё же нанесение решительного удара потребовало от англичан напряжения всех сил, о чём свидетельствует тот факт, что сам регент Франции Бедфорд вынужден был заложить ростовщикам часть своей золотой и серебряной посуды.
В августе 1428 года войско графа Солсбери выступило из Парижа. По дороге к собственно английским отрядам присоединялись бургундцы и пикардийцы — все те, кого хроники того времени именуют «предателями из французов». Общая численность войска, направлявшегося к Орлеану, возросла, таким образом, до 10 тыс. человек. Солсбери первоначально шёл в направлении Анжу, вернув четыре города, ранее захваченные сторонниками дофина, он взял Шартр во второй половине августа, а затем повернул на юго-восток к Жанвилю. Заняв Жанвиль, Солсбери создал в этом городе род базы для хранения продовольствия во время будущей осады. Затем англичане взяли Жаржо (от Орлеана вверх по течению Луары) и Божанси и Мён (вниз по течению). Таким образом они обеспечили себе контроль над речными путями в районе Орлеана.

### Начало осады

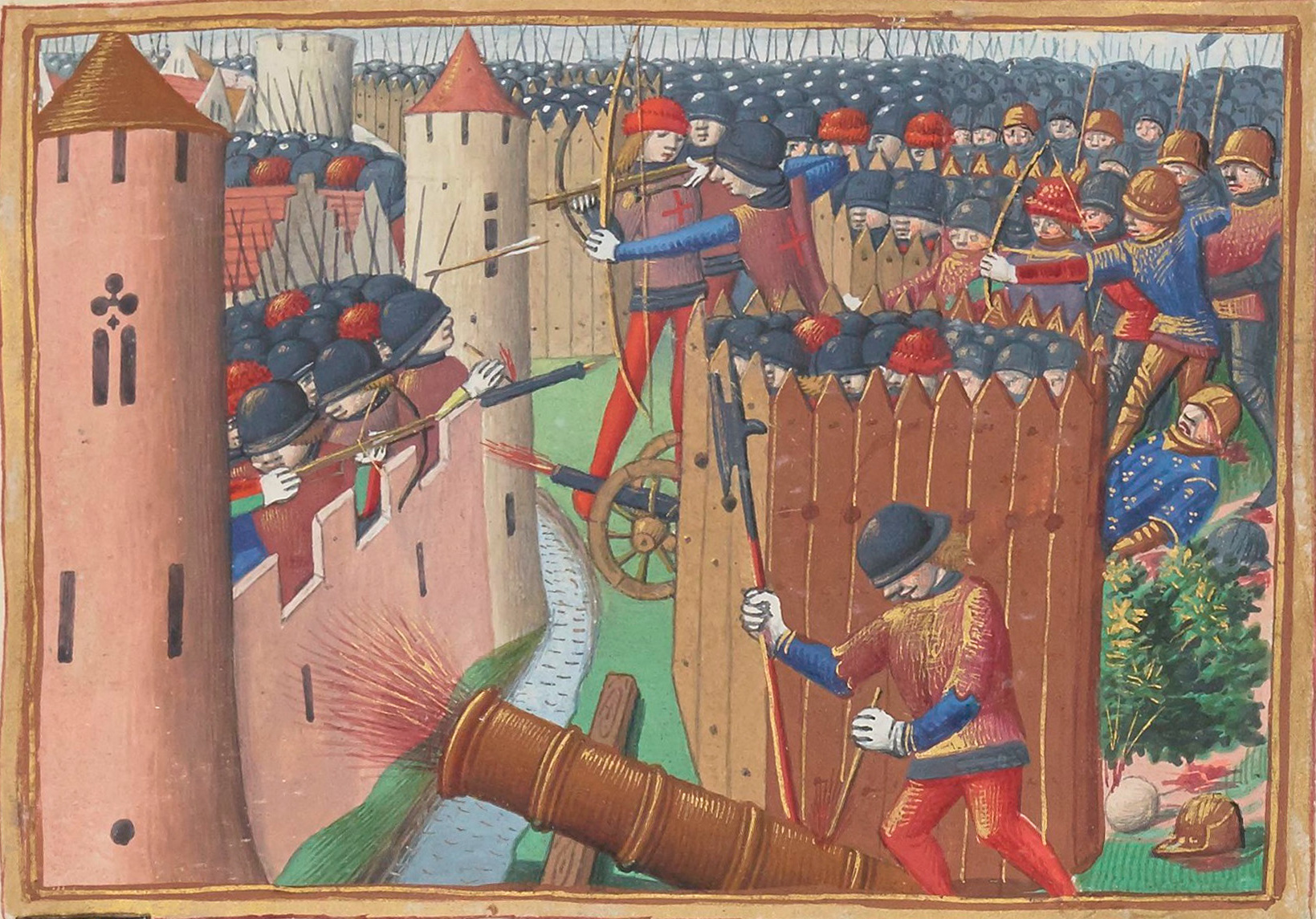
Осада Орлеана. Миниатюра из «Вигилий на смерть короля Карла VII». Конец XV века

Орлеан был осаждён английскими войсками графа Томаса Солсбери 12 октября 1428 года. Английский лагерь расположился между деревней Оливе и барбаканом Порторо, в результате первой победы оттеснив французов с правого берега Луары. Всё время вплоть до конца осады английский штаб и большая часть армии занимали т. н. «гору Сен-Лоран» — 1200-метровый гребень, господствовавший над всем правым берегом и потому представлявший собой идеальную оборонительную позицию. Генеральный штаб английской армии располагался в Мёне. Город готовился к осаде уже несколько лет и стараниями его жителей превратился в неприступную крепость. Незадолго до появления англичан, по решению городской магистратуры, жители Орлеана разрушили монастырь и церковь августинского ордена, а также дома в предместье Порторо, способные служить укрытием для противника.
21 октября англичане штурмовали вал Турели. Первая атака после яростной схватки была отбита: нападавшие потеряли 240 воинов, в то время как у защитников крепости погибло 200 солдат. После этого англичане отказались от лобовой атаки и приняли решение заминировать французский вал, прикрывавший Турель. Эта акция увенчалась успехом: защитники отступили к Турели, однако яростный артиллерийский огонь делал оборону укрепления бессмысленной. В ночь с 23 на 24 октября французы оставили Турель и взорвали последний пролёт моста. Комендантом крепости стал Уильям Гласдейл (во французских хрониках — «Гласидас»).
Едва он [граф Солсбери] очутился там и принялся смотреть на город из окон Турнеллей, его ранило из пушки, стрелявшей, как то полагают, с башни Нотр-Дам, но откуда на самом деле прилетело ядро, так и осталось непрояснённым; посему с того времени [и доныне] многие верят, что это произошло промыслом божьим. Ядро из сказанной пушки ударило его в голову, так что ему разбило половину щеки и вырвало один глаз: что было великим благом для королевства, ибо он был полководцем над армией, а также из всех англичан самым прославленным и наводящим страх.
Вскоре после взятия Турели граф Солсбери был смертельно ранен в лицо осколками артиллерийского снаряда и через неделю скончался. С точки зрения современников смерть Солсбери была закономерным наказанием за нарушение законов войны — действительно, возраставшее сопротивление французов привело к тому, что их противники стали всё больше и больше отступать от обычаев того времени, касавшихся военных действий. В частности, Томаса Солсбери винили в клятвопреступлении, совершённом им по отношению к Карлу Орлеанскому, и разграблении церкви Нотр-Дам в Клери, шокировавшем французов. Современные же историки объясняют эти кощунственные по понятиям того времени действия недостатком средств для ведения войны, в то время как церковь Нотр-Дам, центр паломничества к местночтимым святыням, была исключительно богата. Смерть Солсбери, погибшего не в бою, по нелепой случайности, была воспринята французами, как сообщают хроники, божественным предупреждением англичан, указанием отойти им города.
Смерть Солсбери постарались сохранить в тайне, чтобы не допустить уныния в рядах англичан и подъёма боевого духа осаждённых. Спустя месяц после начала осады командование английскими войсками принял на себя вплоть до её окончания герцог Уильям де ла Поль.
24 октября англичане начали осадные работы, выстроив бастион на руинах разрушенного защитниками женского монастыря св. Августина. В это время решено было отказаться от плана лобовой атаки, так как город был сильно укреплён, и взять его штурмом казалось проблематичным. Вместо того план английского командования состоял в том, чтобы сломить упорство гарнизона с помощью постоянных обстрелов и голода.

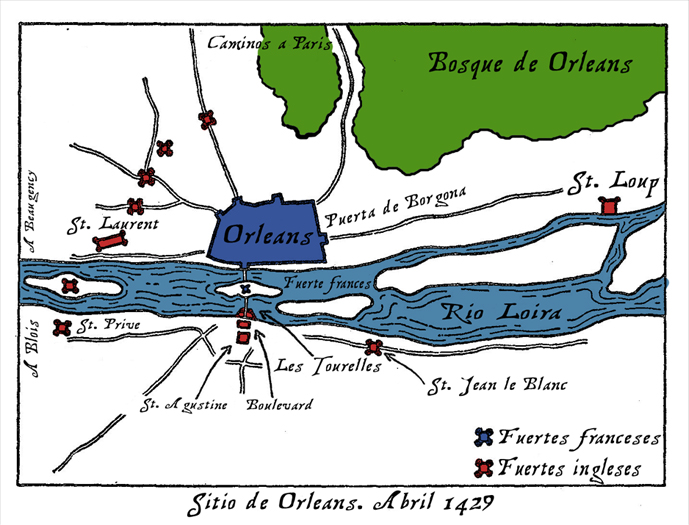
План осады

30 октября в город вернулся командующий обороной — Орлеанский бастард, вместе с ним прибыли со своими отрядами Ла Гир, маршал Франции Сен-Север, ломбардец Теольд де Вальперг и сенешаль Бурбоннэ Жак де Шабанн.
В первый месяц осады англичане окружили город многочисленными деревянными укреплениями. Однако небольшая численность англичан не позволяла им полностью блокировать город, в связи с чем защитники имели сообщение со внешним миром через остававшимися открытыми Бургундские ворота, получая извне припасы и пополнения.
Неэффективная блокада продолжалась вплоть до середины ноября. Тем временем защитники города начали систематическое разорение всех предместий, в том числе и церквей, чтобы лишить англичан возможности разместиться там на зимние квартиры. К 8 ноября было сожжено 13 церквей и множество других пригородных построек. Эти акции имели место до 29 декабря.
8 октября англичане послали строителей на северный берег Луары для возведения осадных укреплений вокруг осаждённого Орлеана. Эти укрепления представляли собой небольшие форты, обороняемые малочисленными гарнизонами. Попытки французов воспрепятствовать осадным работам противника оказались безуспешными. 1 декабря на помощь осаждавшим прибыли войска под командованием лорда Джона Тальбота. 7 декабря была предпринята очередная неудачная контратака орлеанцев против английского укрепления Сен-Круа. 23 декабря французы впервые ввели в действие недавно отлитую мощную бомбарду, стрелявшую по Турели каменными ядрами весом 12 килограммов. Жан Лотарингец, пушкарь, специально присланный королём Карлом VII в помощь осаждённым, показал себя настолько искусным в своём деле, что имя его вошло в анналы города. В награду за службу совет поверенных постановил вознаградить его большой по тем временам суммой в 140 турских ливров.
К 29 декабря гарнизон Орлеана уничтожил оставшиеся 6 церквей в предместьях. В январе следующего года англичане предприняли несколько попыток атаковать западные укрепления Орлеана. 2 января в Орлеан прибыл большой обоз с продовольствием. В течение осады вооружённые отряды часто беспрепятственно провозили в город продовольствие и вооружение, однако простые горожане не могли без риска для жизни выходить за крепостные стены. Ввиду того, важное значение играли огороды и сады в пределах города, где производилась часть необходимого минимума продовольствия для защитников Орлеана.
6 января англичане возвели «из фашин, песка и дерева» укрепления на острове Шарлемань и форт Сен-Приве на южном берегу Луары, тем самым обеспечив коммуникации между фортами Турель и Сен-Лоран. В течение первых недель января англичане также возвели укрепления к северу от городских стен. В город прибывали пополнения, в том числе отряды шотландских союзников, однако все попытки противодействия англичанам не имели успеха. Со своей стороны английские атаки также были безрезультатны.

### Появление Жанны д’Арк

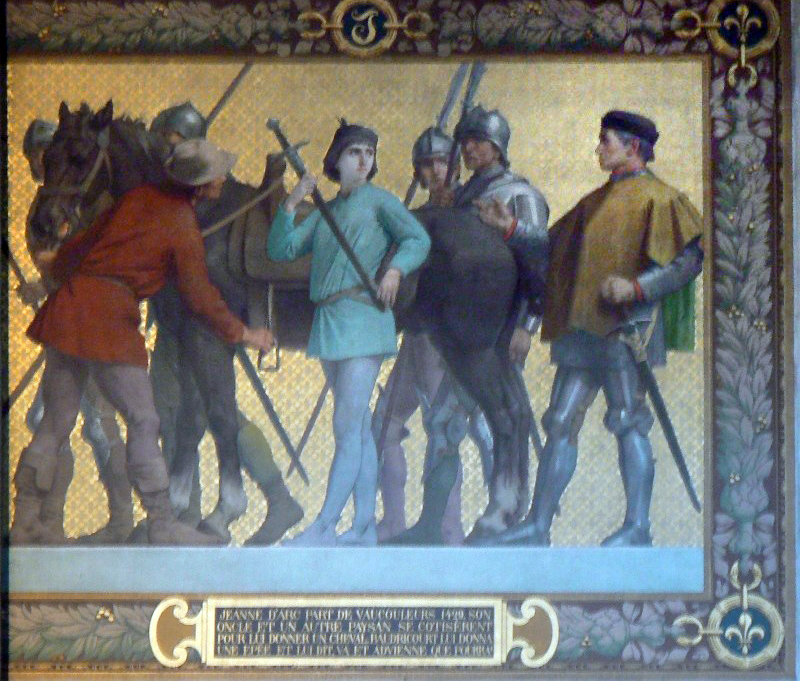
Эжен Ленепве. «Жанна д’Арк в Вокулере», 1874

Первая запись о Жанне д’Арк появляется в «Дневнике Орлеанской осады» 8 февраля. 17-летняя крестьянская девушка, свято верившая в свою мессианскую роль в деле освобождения Франции, появилась в Вокулере, требуя от городского капитана, Робера де Бодрикура, доставить её в Бурж для переговоров с королём. Её успехам немало способствовали ходившие по Франции слухи, что Францию в критический момент спасёт девушка.
11 февраля французские лазутчики донесли в Орлеан о том, что к английскому лагерю направляется обоз, везущий бочки с сельдью. Последовавшая затем 12 февраля 1429 года битва близ городка Руврэ, где французы и их шотландские союзники предприняли неудачное нападение на обоз, вошла в историю как битва селёдок (англичане везли большое количество рыбы для армии, так как то было время поста). По всей видимости, причиной поражения стало промедление со стороны французов, дожидавшихся подхода войск графа Клермонского, которое позволило их противникам выстроить вагенбург и приготовиться к обороне. Сыграла свою роль несогласованность действий разных отрядов, капитаны которых отнюдь не желали подчиняться верховному командованию. Поражение имело тяжёлые последствия для защитников города: боевой дух солдат упал, и многие командиры со своими войсками покинули город. 
Неизвестный автор «Хроники Девы» записал дошедшие до него легендарные сведения, будто Жанна сумела предсказать это поражение, пригрозив Бодрикуру, что в будущем может стать «ещё хуже», причём именно это было решающим доводом, сломившим его сопротивление. Так или иначе, Бодрикур дал ей в сопровождение двух дворян, вместе с которыми Жанна отправилась к королю в Шинон.
17 февраля Жанне вместе с сопровождающими удалось добраться до королевской резиденции. После того, как богословы допросили Жанну в Пуатье, дофин Карл решился отправить Жанну вместе с войском в Орлеан. Ведущие французские военачальники Этьен де Виньоль по прозвищу Ла Гир, Потон де Сентрайль и Орлеанский бастард, из последних сил отбивавший английские атаки в Орлеане, должны были пойти под её командование. Начальником её штаба стал принц Алансонский. Для Жанны один из турских оружейников изготовил «белый доспех ценой в сто турских ливров», она также получила знамя и боевой штандарт. Затем она направилась в Блуа, назначенный сборным пунктом для армии. Известие о том, что армию возглавила посланница Бога, вызвало необычайный моральный подъём в войске. Потерявшие надежду начальники и солдаты, уставшие от бесконечных поражений, воодушевились и вновь обрели храбрость. Тем временем положение Орлеана было отчаянным, несмотря на то, что англичане были неспособны полностью обложить город, а их пушки не могли пробить толстые городские стены.
В Орлеане в это же время царило уныние. 18 февраля граф Клермонский вместе с двумя тысячами солдат покинул город, чтобы встретиться в Шиноне с королём. Граф пообещал недовольным его отъездом жителям, что распорядится прислать к ним позднее подкрепления и продовольствие. Обещанная помощь всё не появлялась, поэтому орлеанцы постановили послать Потона де Сентрайля к герцогу Бургундскому, желая поручить город ему и Жану Люксембургскому, так как герцог Орлеанский находился в плену. Однако герцог Бедфорд не принял этого предложения.
27 февраля наводнение на реке поставило под угрозу систему осадных сооружений. Чтобы спасти их, англичанам пришлось работать весь день и всю ночь. Защитники города тем временем продолжали обстрел Турели, в результате которого рухнула одна из стен.
На следующий день, в среду, несколько французов открыли, что у Орлеанской Богадельни, что рядом с воротами Паризи, стена была пробита почти насквозь и устроена дыра, достаточная, чтобы пропустить вооружённого солдата. Но затем на месте этой дыры была устроена новая стена, в каковой были сделаны две бойницы.
Ввиду того, что нельзя было понять, для чего это было сделано: одни предполагали в том добрые намерения, другие же — злые. Как бы то ни было на самом деле, управитель сказанной богадельни бежал, как только понял, что замысел был раскрыт; ибо ему угрожала непосредственная опасность от орлеанцев, каковые весьма гневались и роптали на этого управителя.

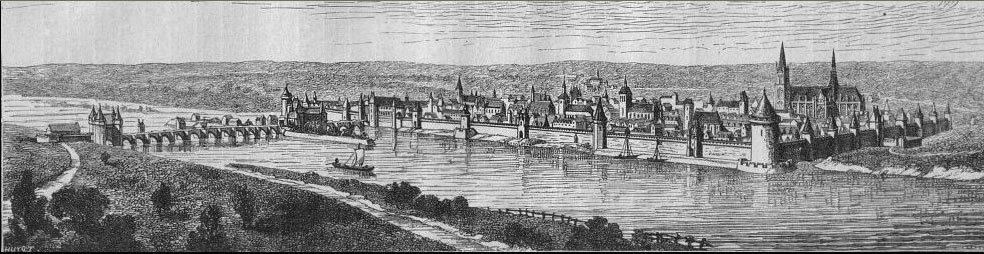
Орлеан в 1428—1429 годах. Вид со стороны реки. Гравюра из книги А. Франса «Жизнь Жанны д’Арк», 1908.

К этому времени боевой дух французов благодаря появлению Жанны вновь был на высоте, и несколько командиров, прежде отказывавшихся вступать в ряды защитников города, присоединились к войску Жанны д’Арк. Пока в Блуа собирались войска, в город прибыло очередное подкрепление численностью 100 солдат, однако это не могло в корне изменить ситуацию: 10 марта англичане возвели форт Сен-Лу к востоку от города, блокировавший важную дорогу на Орлеан, по которой в город поступала значительная часть подкреплений и припасов. Несмотря на это, форт был выстроен на значительном удалении от городских стен, и его гарнизон мог лишь косвенно влиять на ход осады. 20 марта англичане выстроили ещё одно осадное укрепление. Активизация осадных работ свидетельствовала о том, что английское командование было в курсе подготовки масштабного наступления для освобождения города. 2 апреля разгорелся серьёзный бой с применением артиллерии близ форта Сен-Лоран. Тем временем французы проводили работы по ремонту разрушенных укреплений.
22 марта Жанна прибыла в Блуа. Здесь французы собирали войска для освобождения Орлеана. Общее командование было поручено маршалу Жану де Броссу. В город пришли отряды де Ре, адмирала Кюлана, Ла Гира, Сентрайля и Амбруаза де Лоре. Всего, по оценкам исследователей, около 4000 человек, которым была поставлена задача доставить в Орлеан продовольствие и попытаться снять осаду. Из Блуа Жанна отправила письмо, продиктованное ею ещё в Пуатье. Оно было адресовано герцогу Бедфорду — главнокомандующему английской армией во Франции. Жанна предлагала англичанам передать все захваченные города посланнице Бога (ей) и предлагала мир с тем, чтобы они покинули Францию и возместили причинённый ущерб. Это была последняя попытка склонить противника к миру и, таким образом, избежать дальнейшего кровопролития. Англичане задержали одного из герольдов, доставивших письмо, что противоречило принятым в те времена обычаям ведения войны, а второго отправили с посланием, где угрожали сжечь «арманьякскую ведьму», как только она попадёт к ним в руки. 27 марта, в день Пасхи, между осаждающими и осаждёнными было заключено перемирие.
17 апреля в город вернулся Потон де Сентрайль, посланный ранее к герцогу Бургундскому. Филипп Добрый с готовностью взялся хлопотать об орлеанцах перед своим свояком, тем более что незадолго до того Бедфорд женился на его сестре. Регент отказал, заявив, что ставит силки в кустах не для того, чтобы другие ловили в них птиц. Историк XIX века Анри Мартен писал, что Бедфорд, по всей видимости, не чересчур доверял двуличному герцогу Бургундскому. Филипп Добрый, весьма раздражённый, приказал своим людям оставить английский лагерь. Вместе с ними ушли и представители других провинций, подчинявшихся его власти — Пикардии и Шампани.
26 апреля Жанна д’Арк во главе своих войск выступила из города. Маршрут её войск в точности неизвестен. 28 апреля Жанна с отрядом солдат прибыла к южным предместьям Орлеана. Известно, что Жанна вступила в город с 200 воинами около 8 часов вечера 29 апреля в сопровождении Орлеанского бастарда и других известных французских командиров. Вечернее время было выбрано, чтобы избежать давки, однако же, эта предосторожность ни к чему не привела. Неизвестный автор «Дневника…», излагавший события беспристрастно и сухо, на сей раз
отступил от своего обыкновения, чтобы почти поэтическим слогом рассказать об этом:
По въезде в Орлеан сказанным образом, по левую руку от неё двигался Орлеанский бастард, весьма богато одетый и вооружённый. Позади них ехали ещё несколько дворян и доблестных сеньоров, оруженосцев, капитанов и латников, не говоря о солдатах из городского гарнизона и горожанах, возглавлявших процессию.

Навстречу же им вышли множество латников, горожан и горожанок, неся с собой факела и иным образом проявляя свою радость, словно бы сам Господь снизошёл к ним — и не без причины, ибо им пришлось вынести ранее множество тягот, забот и лишений, и что много раз хуже, постоянный страх быть брошенными на произвол судьбы, и равно лишиться жизни и имущества. Они уже готовы были поверить, что всё осталось позади, и милостью Божьей осада уже снята, и милость эта, как им рассказывали, явилась в образе этой простой девушки, на каковую все без исключения мужчины, женщины, дети взирали с любовью и благоговением. Они же толпились, дабы только коснуться коня, на котором она сидела, и толпа напирала столь сильно, что один из нёсших факела оказался чересчур близко к её штандарту, и пламя коснулось полотна. Она в тот самый же миг ударила шпорами коня и развернула его к знамени, и сумела потушить огонь столь уверенно, будто война уже много лет была ей не в новинку; что латники, а вслед за ними и горожане сочли великим чудом.

### Попытка переговоров

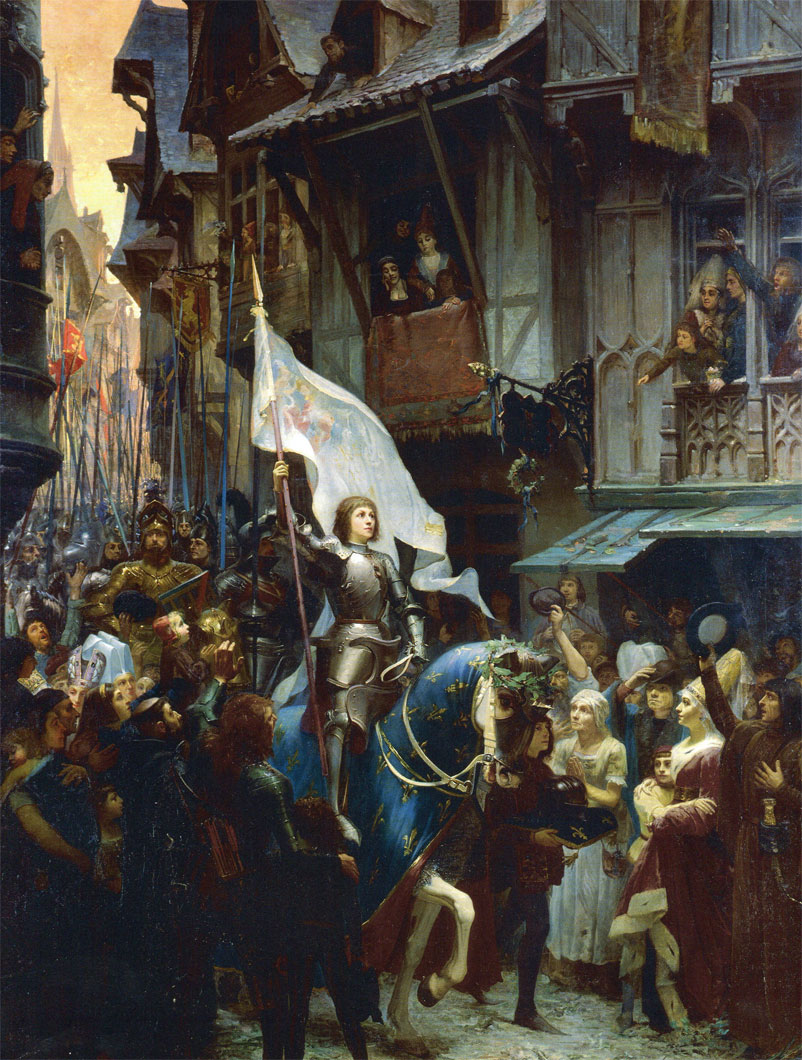
Жан-Жак Шеррер. «Въезд Жанны в Орлеан», 1887.

Защитники города с большим воодушевлением и радостью встретили прибывшие войска. На следующий же день Ла Гир возглавил очередную вылазку защитников. Тем временем Жанна, покинув пределы города, направилась к разрушенному мосту через Луару и стала убеждать командующего Турелью сэра Уильяма Гласдейла снять осаду с города. Как вспоминал её исповедник Жан Паскерель на процессе реабилитации, «в английском лагере поднялся крик: Прибыла весточка от арманьякской шлюхи!». Гласдейл осыпал её насмешками и ругательствами, в то время как она не смогла удержаться от слёз, памятуя о том, сколько крови должно будет пролиться в результате этого. «Она сказала мне: гадкий мальчишка, — вспоминал позднее её оруженосец Жан д’Олон. — Не желаешь ли ты сказать, что теперь должна будет пролиться драгоценная французская кровь?».
Жанна также послала к англичанам герольдов с требованием освобождения посланника, направленного ранее в лагерь англичан. В случае отказа Орлеанский бастард пригрозил убить всех английских пленников в Орлеане, включая именитых английских лордов, за которых защитники могли получить щедрый выкуп. Англичане поддались на угрозы, и пленник был освобождён. Вместе с ним было передано недвусмысленное предупреждение: «что сожгут и изжарят её, называли её потаскухой и советовали вернуться к своим коровам». Жанна, не теряя присутствия духа, сказала, что они лгут. После этого она возвратилась в город.
В течение следующей недели между Жанной и Бастардом Орлеанским, командовавшим обороной города, проходили горячие споры по поводу наилучшей тактики для снятия осады с города. 1 мая Жанна поручила командирам выплатить солдатам жалование, которое в числе прочего прибыло с обозом. В сопровождении соратников Жанна разъезжала по улицам города, воодушевляя и ободряя жителей и защитников Орлеана. Бастард резонно полагал, что для успешного снятия осады с города сил было мало, поэтому в тот же день выехал в Блуа, оставив комендантом города Ла Гира. 2 мая никаких боевых действий не происходило, и Жанна разъезжала по окрестностям города, осматривая осадные укрепления противника. На следующий день в городе имели место религиозные церемонии, кроме того, в Орлеан прибыли подкрепления. 4 мая Бастард во главе армии вернулся обратно в Орлеан.

### Первая атака. Взятие Сен-Лу

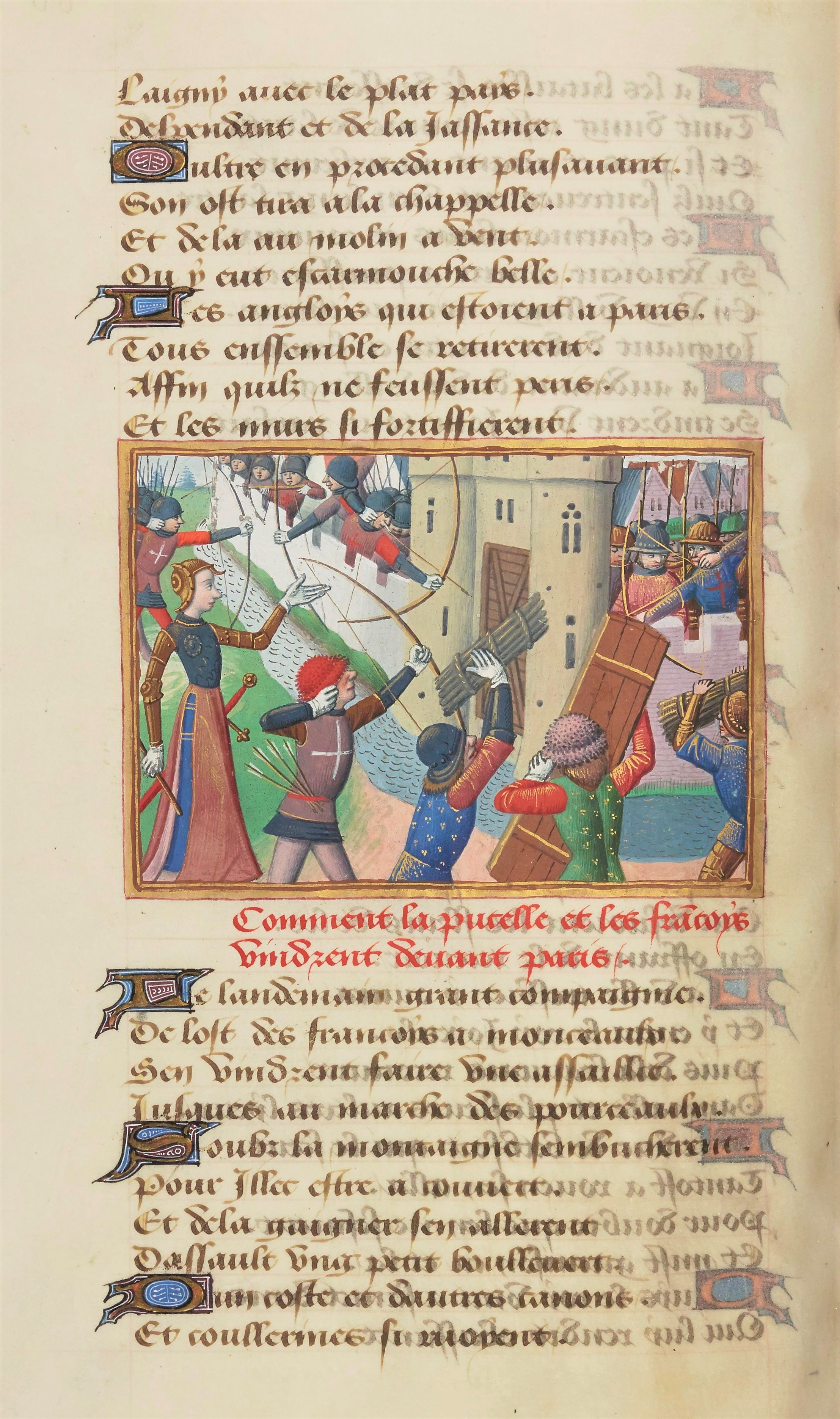
Французские солдаты под предводительством Жанны д’Арк штурмуют английское укрепление. Миниатюра из «Вигилий на смерть короля Карла VII», конец XV века.

В тот же день произошло первое серьёзное столкновение между защитниками города и англичанами. Утром Орлеанский бастард и Ла Гир возглавили атаку на английский бастион Сен-Лу. Хорошо защищённый форт обороняло 300—400 английских воинов. Жанна, узнавшая об этом чуть позже, присоединилась к нападавшим. С французской стороны в бою приняло участие 1500 солдат. Английский командующий Джон Тальбот был извещён о сложившейся ситуации. Он попытался воспрепятствовать французам и организовать диверсию на северной стороне из укрепления Париж, однако эта акция была вовремя пресечена ответной вылазкой французов. Форт был захвачен, 140 англичан погибло и 40 попало в плен. Узнав об этом, Тальбот отменил атаку и приказал отступать.
Остатки гарнизона Сен-Лу сумели спрятаться в близлежащей церкви и уже изготовились перебить бывших там клириков, чтобы спастись, переодевшись в их платье, когда ворвавшиеся внутрь французы сумели этому воспрепятствовать. По приказу Жанны, всем захваченным англичанам сохранили жизнь (из уважения к церкви) и как пленников переправили их в Орлеан.
Первый успех воодушевил французских воинов. Бастард не одобрял планов генерального наступления непосредственно после взятия Сен-Лу, так как малейшее поражение могло, по его мнению, разрушить всё ещё хрупкий боевой дух защитников. Взятие Сен-Лу создало условия для установления беспрепятственных контактов между городом и французскими войсками, располагавшихся к югу от Луары, которые остались там после прибытия Орлеанского бастарда. Захваченный форт был разрушен и сожжён. После этого Жанна 5 мая вновь написала послание английскому командованию с просьбой снять осаду с города. Письмо было прикреплено к стреле, выпущенной стрелком неподалёку от разрушенного моста. В нём она обещала свободу захваченным в недавнем бою под Сен-Лу английским пленникам в обмен на другого её посланника, удерживаемого в английском плену. В ответ англичане осыпали её бранью.
В течение следующего дня Жанна горячо убеждала более опытных и осторожных командиров предпринять новую решительную атаку. В её планы входила организация атаки объединёнными силами солдат и горожан  на форт св. Августина. В тот же день французские войска выступили из города и двинулись по направлению к небольшому английскому форту Сен-Жан-Ле-Блан. Переправившись через реку, французы вступили на южный берег, однако англичане без сопротивления оставили слабо защищённый Сен-Жан-Ле-Блан и отступили к форту св. Августина и Турели.
Несмотря на первые успехи, французы всё ещё находились в критическом положении. До слуха защитников Орлеана дошли сведения, что сэр Джон Фастольф во главе большой армии выступил из Парижа на помощь осаждающим (на самом деле Фастольф не мог выступить из Парижа раньше окончания следующего месяца). Кроме того, среди французского верховного командования не было единодушия: всё это время происходили споры между решительной Жанной д’Арк, поддерживаемой солдатами и простым людом, и более осторожным Бастардом, поддерживаемым губернатором Орлеана Раулем де Гокуром.

### Взятие форта св. Августина
Утром 6 мая горожане и солдаты собрались у восточных ворот, полные решимости сражаться с англичанами. Рауль де Гокур пытался пресечь несанкционированную вылазку, однако по приказу Жанны д’Арк вынужден был пропустить орлеанцев, которых сам же и повёл в атаку. Бастард и другие высшие командиры в надежде восстановить контроль над войсками также присоединились к атакующим. Началось новое наступление. Переправившись через Луару, французы атаковали английский форт св. Августина напротив Турели. Бой шёл с утра до вечера, но, в конце концов, французы захватили укрепление и освободили многочисленных пленников. Защитники укрепления погибли, сам форт был сожжён дотла, — как полагается, таким образом Жанна пыталась предотвратить начавшееся мародёрство. Тогда же она была ранена в ногу одним из разбросанных вокруг форта железных шипов, служивших для защиты от вражеской конницы. Англичане бежали к валу, прикрывавшему Турель, причём немногочисленный гарнизон форта Сен-Приве, прежде чем оставить его, поджёг деревянные укрепления, отступив в бастиду Сен-Лоран.
Тем же временем Орлеанский бастард, атаковав последнюю, не позволил англичанам прийти на помощь защитникам бастиона св. Августина. Английский гарнизон в Турели был изолирован. Бастард хотел дать возможность людям отдохнуть, однако Жанна настаивала на продолжении атаки. Тем временем англичане не предприняли никаких действий по усилению своего гарнизона в Турели.

### Штурм Турели

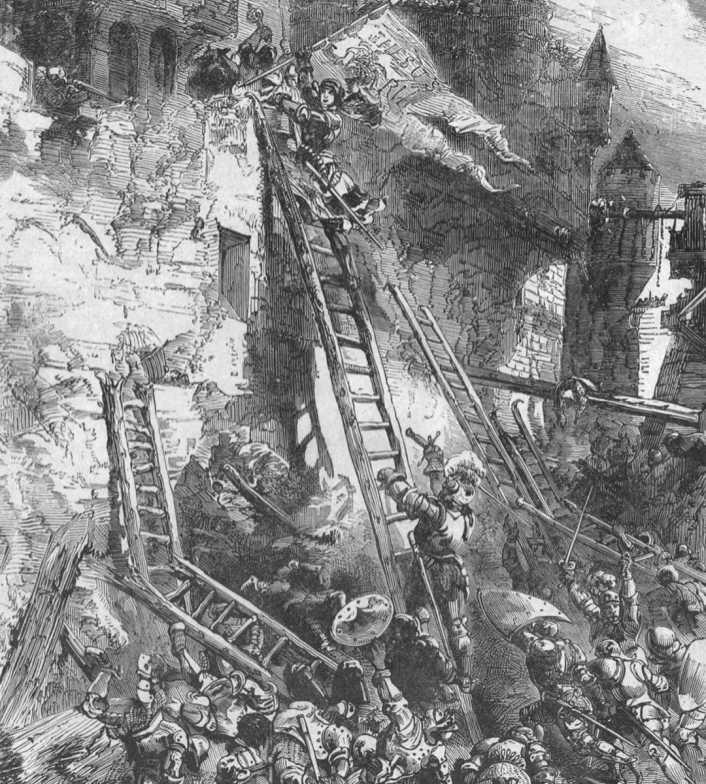
Поль Леюгер. Гравюра «Взятие Турели», XIX век

7 мая Жанна проснулась рано утром. Исповедовавшись и отстояв утреннюю мессу, она вышла навстречу армии и разбудила солдат. Горожане с энтузиазмом отнеслись к предстоящему сражению и оказали большую помощь войскам. С другой стороны, её действия вызвали неудовольствие со стороны французского командования. Утром 7 мая Жанна начала атаку на укреплённые ворота главного английского укрепления — крепости Турель. Впечатляющие укрепления Турели обороняли 700—800 английских воинов, по сообщению Монстреле, «цвет английского дворянства». Турель располагала мощной артиллерией. Барбакан был обнесён стенами и окружён рвом. Французы послали горящие баржи, чтобы уничтожить мост, связывавший барбакан с Турелью. Битва была невероятно ожесточённой, англичане сопротивлялись отчаянно, и с обеих сторон были огромные потери. В середине штурма Жанна была ранена в плечо стрелой. Англичане воспрянули духом, тем более что приблизительно к тому времени французы всё ещё не добились никаких результатов, однако повторное появление Жанны д’Арк под своим знаменем на поле боя вселило отвагу во французских воинов, и вскоре англичане не выдержали и бежали к Турели. Тем временем французы пустили по реке горящую баржу, разрушившую основания деревянного моста, по которому отходили англичане, погубив тем самым множество отступающих солдат противника. В их числе был и комендант Турели Уильям Гласдейл («Гласидас»), который утонул в реке под весом своих доспехов. 
Бастард, сомневавшийся в благоприятном исходе штурма крепости, хотел было отложить атаку, однако Жанна убедила его продолжать бой. Горожане починили мост, тем самым создав возможность двусторонней атаки. На штурм укреплений Турели шли 3 тыс. человек, во время боя с английской стороны погибли около тысячи (как из собственно гарнизона, так и иных отрядов, попытавшихся оказать помощь), в плен попали 600, свободу получили находившиеся в крепости 200 французских пленных. Штурм увенчался успехом, и вечером Турель была взята. Все её защитники погибли или попали в плен.

### Завершение осады
На следующий день англичане под руководством герцога Саффолка и Джона Тальбота, выйдя из оставшихся фортов, встали перед укреплениями противника. Заметив это, французы также выстроились для боя. Около часа войска простояли в бездействии. Несмотря на излишнее рвение некоторых командиров, Жанна не позволила атаковать, так как воскресенье, по её мнению, было неподходящим днём для сражения. Англичане, так и не решившись на атаку, покинули поле боя и ушли на север, как сообщают французские хроники, «в полном боевом порядке». Осада была снята, французы англичан преследовать не стали. Горожане и солдаты, видя отступление неприятеля, разграбили и разрушили до основания опустевшие английские укрепления. Здесь же у стен города была отслужена благодарственная месса.
Снятие осады Орлеана ознаменовалось ещё одним курьёзным эпизодом, о котором упоминают хроники того времени — бастард де Бар, захваченный англичанами в плен во время вылазки, закованный в ножные кандалы и содержавшийся в одной из бастид на попечении личного духовника Джона Тальбота, после ухода английской армии был принуждаем двигаться вслед за англичанами. Но ввиду того, что кандалы не давали ему идти, он вместе со своим проводником отстал настолько, что потерял из виду арьергард, после чего, угрожая августинцу смертью, заставил взвалить себя на спину и доставить в Орлеан.

## Последствия
Первая серьёзная победа немало воодушевила французов, и их армия сразу же пополнилась многочисленными добровольцами. Состоялись сражения при Жаржо (10—12 июня), Мен-сюр-Луар (15 июня), Божанси (16—17 июня). 18 июня французы захватили врасплох и разгромили авангард англичан, шедший на помощь своим. Это привело к поражению англичан в битве при Пате, где был пленён главнокомандующий английскими войсками Джон Тальбот.
Очистив долину Луары от противника, французы двинулись к Реймсу, чтобы короновать своего короля Карла VII, а затем — уже после гибели Жанны, одерживая победы, отбили удерживаемый англичанами Париж. Таким образом, взятие Орлеана стало переломным этапом в длительной и кровопролитной войне, чуть было не обернувшейся катастрофой для французов. Партия Карла VII активно использовала в пропагандистских целях то обстоятельство, что удача стала сопутствовать французской армии с момента появления в её рядах Жанны-Девы. Советники короля Персеваль де Буленвилье и Ален Шартье летом 1429 года направили письма иностранным монархам с рассказом о появлении Жанны и её военных успехах. Авторы писем говорили о мистической связи короля и Жанны-Девы, посланной Богом, чтобы спасти Францию. 
Часть современных исследователей отмечает, что снятие осады вовсе не заслуга Жанны д’Арк. Г. Корриган указывает, что англичане поставили себе заведомо невыполнимую задачу. Армия снабжалась продовольствием и деньгами нерегулярно. В ходе осады герцог Бургундский, их союзник, из-за разногласий с регентом отвёл своих людей от Орлеана. Наконец, герцогу Бедфордскому войско потребовалось в другом месте. По мнению А. Бёрна, крепость была бы взята, если бы не случайная гибель Солсбери. По предположению военного историка, Солсбери, широко использовавший артиллерию и минёров, намеревался брать Орлеан штурмом и, учитывая то обстоятельство, что защитники города были «полностью деморализованы», наверняка добился бы успеха. Однако Солсбери наследовал нерешительный Саффолк, который отвёл войска на зимние квартиры, завершив так удачно начавшуюся для англичан первую фазу осады. Тем не менее французы поверили в то, что именно Жанна освободила Орлеан, последующие успехи французских сил также ставились ей в заслугу.

К середине апреля затянувшаяся осада, если верить подсчётам, выполненным Моландоном, поглотила 360 тыс. турских ливров, что по всей вероятности и предопределило отказ Бедфорда бургундскому герцогу — потраченное следовало возместить хотя бы частично. Расходы же за всё время осады, включая жалование наёмникам, плату капитанам отрядов, покупку оружия, снаряжения, съестных припасов, фуража и т. д. обошлись английской короне в астрономическую по тем временам сумму 440 тыс. турских ливров. Невероятность этого числа можно оценить, зная, что по законам того времени за пленение вражеского короля или главнокомандующего армией полагался выкуп всего лишь в 10 тыс. Английская казна оказалась, таким образом, на грани банкротства.

## Память об осаде Орлеана

### Праздник 8 мая

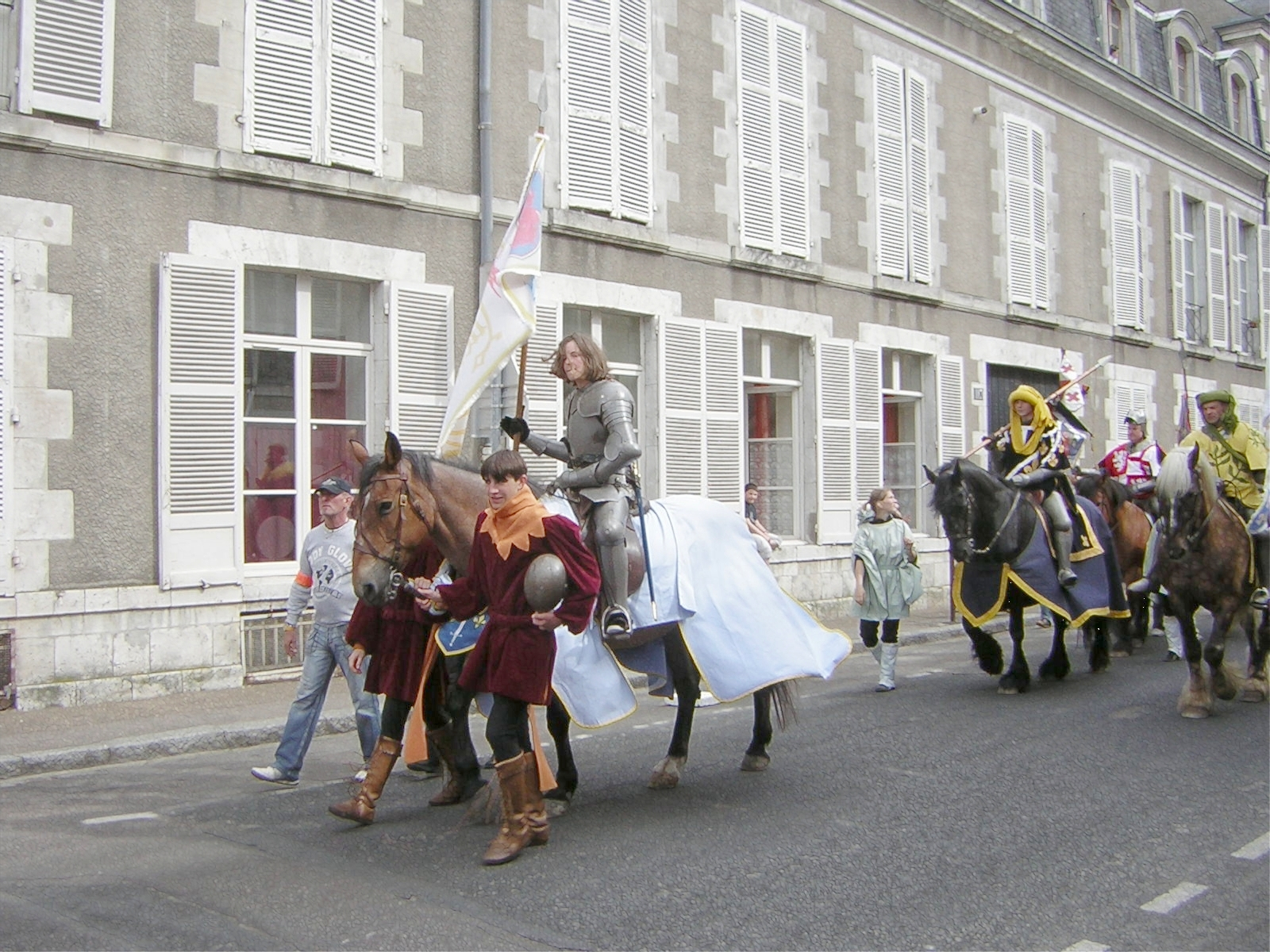
Девушка, изображающая Жанну на празднике 8 мая, 2007 (?)

Согласно «Хронике учреждения праздника 8 мая», традиция эта возникла сама собой. Инициатива принадлежала епископу города, который в свою очередь действовал в согласии с Орлеанским бастардом и его советом. По приказу епископа был организован крестный ход «во славу Господа, а также Св. Эньяна и Эверта, покровителей города», во главе которого двигалась на своём коне в полном вооружении Жанна, а вслед за ней — духовенство, солдаты и горожане со свечами в руках. На следующий день епископ отслужил торжественную мессу, вокруг города обнесли мощи св. Эньяна и св. Эверта, Жанна вместе с солдатами армии короля приняла причастие.
С этим первым празднованием связана легенда, будто англичане, ещё не успевшие отойти от города, видели возле его стен «двух мужей в священническом облачении» — то есть обоих святых покровителей, не дававших им близко подойти к городским стенам.
В 1430 году 8 мая стало официальным праздником города и с небольшими перерывами отмечалось в течение всех следующих лет до нынешнего времени. Именно в начальное время существования праздника сформировался основной обряд, оставшийся неизменным до наших дней.
Все расходы на проведение традиционного шествия брала на себя городская казна — сохранились упоминания о взносах в «8 денье парижской чеканки», делавшихся горожанами с этой целью.
В XV и XVI веках вечером 7 мая под колокольный звон герольды объявляли о начале празднования. По всему городу на перекрёстках основных улиц и в местах боёв воздвигали деревянные подмостки.
В 1435 году во время празднования Дня Освобождения Города была впервые показана «Мистерия об осаде Орлеана», основанная на событиях 1428—1429 годов. В «Мистерии…» участвовал один из соратников Жанны — Жиль де Ре, сеньор де Лаваль, оплативший её постановку из собственного кармана.
День 8 мая ознаменовывался торжественной процессией, в которой участвовали светские и духовные власти города. Двенадцать поверенных города несли свечи весом в три фунта с городским гербом. За ними следовали певчие из городских соборов, каноники, мальчики из церковных хоров.
Во время процесса реабилитации Жанны (1456) кардинал д’Этутвиль даровал индульгенции всем участникам торжественного шествия сроком на год и сто дней. Городской совет на собственные средства нанял проповедника, звонарей, оплатил дары к мессе и новую одежду для мальчиков из церковных хоров, а также юноши-знаменосца, которому следовало нести специально изготовленную копию хоругви Жанны. Праздник завершился грандиозным обедом, в котором участвовали городские эшевены и проповедник. В конце XV века к процессии также присоединился знаменосец, избираемый из числа горожан.
Церемонии не проводились в период религиозных войн, однако возобновились немедленно после их окончания в практически неизменном виде, но теперь праздник 8 мая не завершался пиршеством в ратуше из-за «трудных времён».
В 1725 году в процессии появился Юноша или Отрок (Puceau — мужской род от «Дева» — Pucelle — прозвища, под которым Жанна вошла в историю). Юношу выбирали мэр и эшевены, ему полагалось нести хоругвь Жанны. Этот персонаж был облачён в костюм эпохи Генриха III — красно-золотого цвета (в соответствии с геральдическими цветами орлеанского флага) и ярко-красную шапочку с двумя перьями белого цвета.

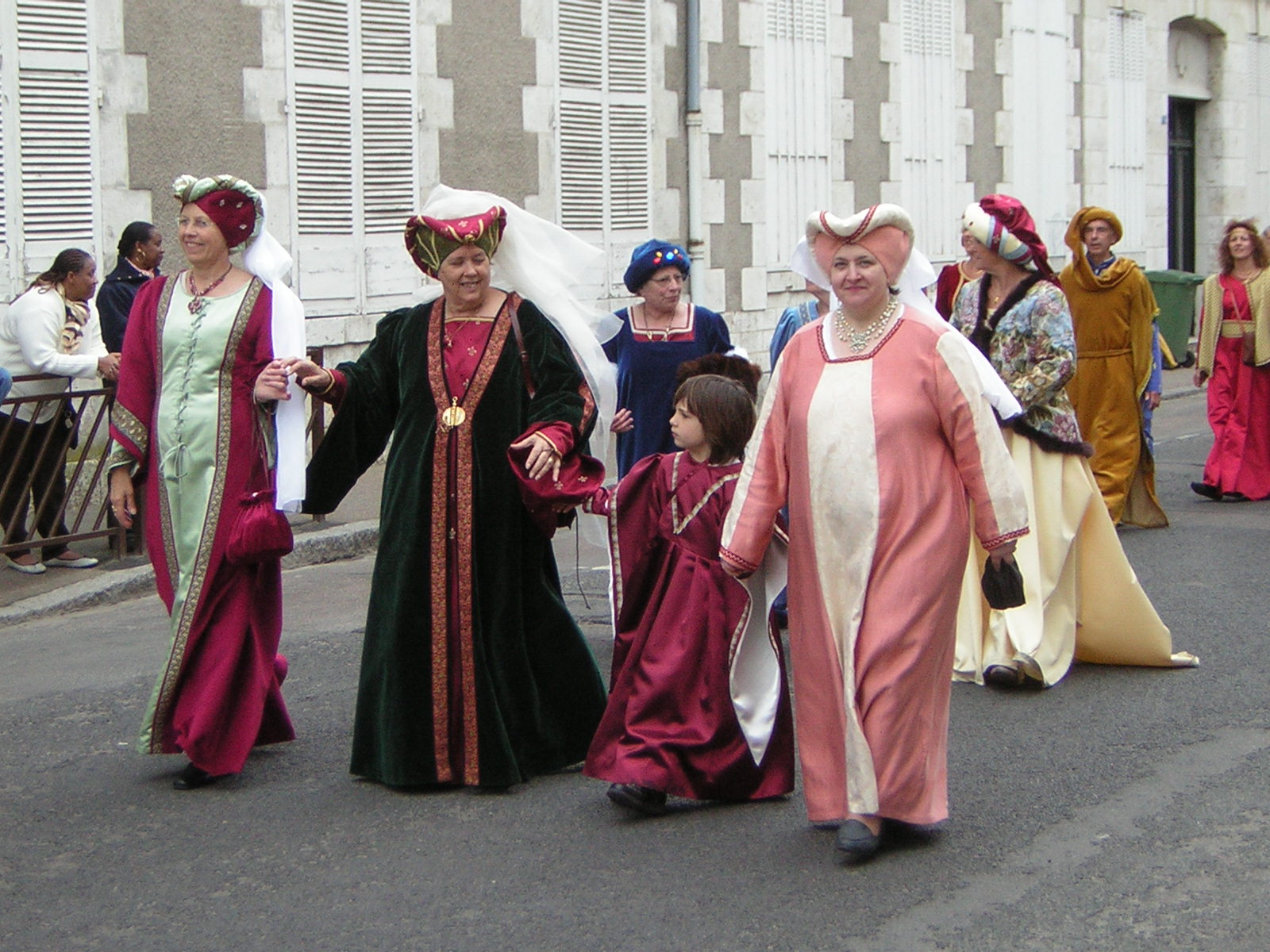
Традиционное шествие в средневековых костюмах во время празднования 8 мая, 2007 (?)

В 1786 году к Юноше добавился ещё один персонаж — Скромница (Rosière) — то есть юная девушка, получившая награду за добродетель. Герцог и герцогиня Орлеанские решили приурочить к празднику свадьбу «бедной добродетельной девушки, родившейся внутри городских стен; она получала в приданое 1200 ливров, причём половину суммы предоставляли их высочества».
Новый перерыв в праздновании 8 мая наступил в 1793 году — в год французской революции. Торжество возобновилось в годы консульства по инициативе мэра города Гриньон-Дезормо, в 1802 году просившего согласия Первого Консула Бонапарта на восстановление памятника Жанне, и епископа Орлеанского, выступившего с ходатайством о возобновлении религиозных церемоний. Согласие было получено, и в 1803 году возобновились традиционные шествия.
В 1817 году новый мэр города граф де Рошплат постановил восстановить праздник согласно ритуалу XVIII века. Вновь в процессии участвовал Юноша, а на месте разрушенной Турели установили крест.
Король Луи-Филипп постановил объявить 8 мая национальным праздником, иными словами, придать ему светскую форму. Во времена его царствования традиционным стало проносить бюст Жанны по местам, где когда-то шли бои, причём в процессии участвовали солдаты национальной гвардии и представители городских властей.
В 1848 году праздник вновь принял традиционный вид. В 1855 году появилась новая традиция — передачи знамени от мэра епископу города. Считается, что это связано с началом движения за канонизацию Жанны.
В 1912 году в процессии впервые появляется девушка, изображающая Жанну, верхом на коне, облачённая в доспехи XV века. Сохранилось имя первой исполнительницы роли — ею была 17-летняя Жанна Бюро.
В 1920 году религиозный и светский праздники сливаются, так что в городе одновременно проходит и обычное церковное шествие, и театрализованное представление.

## Комментарии
1. ↑  Сохранилиось пять рукописей «Дневника…», его первое печатное издание датировано 1576 годом[1].
2. ↑  В настоящее время «Хроника Девы» также считается произведением неизвестного автора. Ни одной рукописи «Хроники…» не сохранилось, её первое печатное издание появилось в 1661 году[1].
3. ↑  Жизнеописание Жана де Бюэя, участника Столетней войны, сражавшегося вместе с Жанной д'Арк. Книга «Le Jouvence» создана по его приказу около 1465 года. В первой её части, по оценке Й. Хейзинги, дано лаконичное и правдивое описание средневековых военных реалий[8].
4. ↑  Эта последняя английская кампания XIV века во Франции завершилась без прямого столкновения с французами. Герцог был вынужден прервать её из-за недостатка средств и изменившейся политической ситуации[21].
5. ↑  Бёрн поясняет, что это оценка Моландона. По мнению Фердинанда Ло гарнизон насчитывал 1750 солдат, Бёрн предполагает, что Ло не брал в расчёт городскую милицию[56].
6. ↑  Феномен широкого распространения этого пророчества задолго до появления Жанны объясняется утратой веры в рыцарей-воинов, как защитников на фоне военных неудач и разорения Франции. Как противопоставление образу мужчины, естественное занятие которого война, возникает тема девушки, принявшей на себя не свойственную женщине роль и надевшей военные доспехи. Именно её молва считает спасительницей, которая справится с тем, с чем не справились солдаты — Дева освободит Францию. После подписания договора в Труа, воспринятого его противниками как конец независимости Франции, одной из виновниц последнего считалась королева Изабелла. Возникает предсказание: «Женщина погубила Францию, Дева её спасёт». Пророчество обретает дополнительное религиозное содержание: теперь женщине (Изабелле Баварской) противопоставляется Дева, как Еве, погубившей род человеческий — Мария, мать его Спасителя[82].
7. ↑  В то время в Пуатье находились парламент и университет «Буржского королевства». Комиссия, куда входили богословы, монахи и юристы, должна была допросить Жанну и вынести решение — можно ли доверять ей[85].
8. ↑  Белое полотнище его было заткано лилиями, на нём были изображены Господь-вседержитель и два ангела, а также начертан девиз «Иисус-Мария»[86].

### Первоисточники
- Lettre de Jeanne d`Arc aux Anglais 22 mars 1429 Архивная копия от 21 сентября 2010 на Wayback Machine См. также перевод Письмо Жанны д’Арк Англичанам. 22 марта 1429 г.
- Lettre de Jeanne d`Arc aux Anglais 5 mai 1429 Архивная копия от 22 апреля 2013 на Wayback Machine См. также перевод Письмо Жанны д’Арк Англичанам. 5 мая 1429 г.
- Quitance de Guillaume Glasdal (в кн. Gilliot Christophe. Orléans 1429: Siège de jour le jour. — Orléans: Bayeux : Heimdal, 2008. — 80 p. — ISBN 978-2-84048-253-6) См. также перевод Расписка Уильяма Гласдейла.
- Chronique de la Pucelle // L'histoire complète de Jeanne d'Arc, t. III (фр.) / J.-B.-J. Ayroles. — 1897. — P. 61—66. См. также перевод: Хроника Девы (главы XXX-XL).
- Journal de Siège d`Orléans et du Voyage de Reims // La vraie Jeanne d'Arc - La libératrice, t.III (фр.) / J.-B.-J. Ayroles. — 1896. — P. 110. См. также перевод: Дневник Орлеанской осады и путешествия в Реймс.
- Enguerrand de Monstrelet. Chronique (англ.) / translate Thomas Johnes. — W. Smith, 1840. — Vol. 1. — 640 p.

### Исследования
- Басовская Н. И. Столетняя война. Леопард против лилии / отв. ред. Архарова И. Н.. — Москва: АСТ: Астрель, 2010. — С. 328. — 446 с. — (Историческая библиотека). — 3000 экз. — ISBN 978-5-17-067794-8.
- Бёрн, Альфред. Битва при Азенкуре. История Столетней войны с 1369 по 1453 год. — М., 2004. — 352 с. — ISBN 5-9524-1263-7.
- Райцес В. И. Пастушка из Домреми // Казус: индивидуальное и уникальное в истории: (альманах). — 1996.
- Райцес В. И. Жанна д'Арк: Факты, легенды, гипотезы // . — СПб.: Евразия, 2003. — ISBN 5-8071-0129-4:2000.
- Тогоева О. И. Кодекс Fr. F.IV.86 (РНБ) и круг орлеанских источников о Жанне д'Арк второй половины XV - XVI в. // Вспомогательные исторические дисциплины. — Санкт-Петербург: Дмитрий Буланин, 2016. — Т. 35.
- Перну Р., Клэн М-В. Жанна д'Арк = Jeanne d'Arc. — М.: Прогресс, Прогресс-Академия, 1992. — 560 с. — (Века и люди). — 50 000 экз. — ISBN 5-01-002054-8.
- Корриган Г. Столетняя война. — Москва: АСТ, 2015. — 352 с. — (Страницы истории). — ISBN 978-5-17-082932-3.
- Gilliot Christophe. Orléans 1429: Le siège au jour le jour. — Orléans: Bayeux : Heimdal, 2008. — 80 p. — ISBN 978-2-8404-8253-6.
- Gilliot Christophe. Le poliorcétique en usage au siège d'Orléans // Orléans 1429: Le siège au jour le jour. — Orléans, 2008.
- Gilliot Christophe. Panorama des armes utilisées lors d'un au dèbut du XV siècle // Orléans 1429: Le siège au jour le jour. — Orléans, 2008.
- Philippe Contamine. Observations sur le siège d'Orléans (1428-1429) // Les enceintes urbaines (XIII-s--XVI-s) / Éditions du Comité des travaux historiques et scientifiques (CTHS). — Paris, 1999. — ISBN 2-7355-0378-X.
- Josselin Gosselin. Le Siège d'Orléans 12 oktobre 1428—8 mai 1429 // Orléans 1429: Siège au jour le jour. — 2008.
- David Nicolle, Graham Turner. Orleans 1429: France turns the tide. — Osprey Publishing, 2001. — 96 с. — ISBN 9781841762326.
- Paul K. Davis. Besieged: 100 Great Sieges from Jericho to Sarajevo (англ.). — Oxford: Oxford University Press, 2001.
- Kelly de Vries. Joan of Arc: a Military Leader. — Sutton Publishing, 1999.
- Régine Pernoud, Marie-Véronique Clin. Joan of Arc: Her Story. — New York: St. Martin’s Press, 1998.
- Régine Pernoud. La Libération d'Orléans. — Gallimard. — Paris, 2006. — 288 p. — ISBN 2-07-078184-4.
- Régine Pernoud. La Libération d'Orléans. — Gallimard. — Paris, 1969.